# 샬바 롤라제

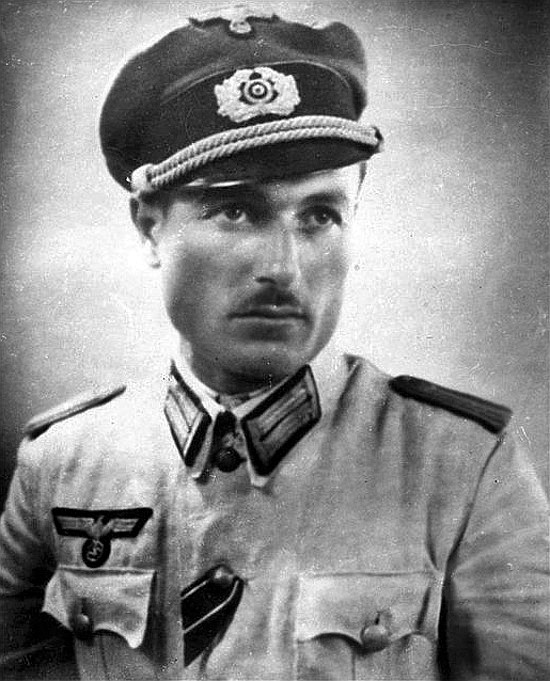
샬바 롤라제

샬바 롤라제(조지아어: შალვა ლოლაძე, 1915년 4월 16일 ~ 1945년 4월 25일)는 조지아의 군인이다.
제2차 세계 대전 기간 동안에 소련 군대에 복무했으며 1942년에는 소련 공군 대위로 복무했다. 우크라이나에서 그가 탄 공군기가 독일 군대의 공격으로 인해 격추되면서 독일 군대의 포로로 잡혔다.
독일이 점령하고 있던 네덜란드의 텍셀에서 독일 군대에 복무했다. 1945년 4월 9일에는 독일 군대의 포로로 잡혀 있던 조지아인 병사들과 함께 무장 반란인 텍셀 반란을 일으켰다. 1945년 4월 25일에 일어난 전투 과정에서 사망했다.